# Oligopithecus
Oligopithecus — викопний примат, що жив в Африці в ранньому олігоцені. Він представлений одним видом, Oligopithecus savagei, відомим з однієї щелепної кістки, знайденої в Єгипті.

## Морфологія
Олігопітек має зубну формулу 2.1.2.3 на нижній щелепі. Ікло відносно невелике, а передній премоляр вузький. Він також більше нагадує калітрихіни, ніж катарини. Нижній третій премоляр секторний. Oligopithecus savagei має примітивні моляри порівняно з іншими гаплорринами. Нижні моляри мають тригонід, який вище талоніда. Нижні моляри також мають довгий косий хрестик і малий параконід на першому молярі. Нижні моляри цього виду мали різко окреслені та високі оклюзійні гребені та бугри. Виходячи з кістки щелепи, Oligopithecus savagei мав масу тіла 1.5 кг.